# 卡拉帕泰拉
卡拉帕泰拉是巴西帕拉伊巴州的一个市镇。总面积72.778平方公里，总人口2373人，人口密度32.6人/平方公里。